# Турка (село)
Ту́рка — село в Україні, у П'ядицькій сільській громаді Коломийського району Івано-Франківської області.

## Опис
Розташована за 13 км від районного центру, за 5 км від залізничної станції Годи-Добровідка. Населення — 2361 особа (01.01.2022). Сільраді підпорядковані населені пункти Студлів та Ясінки, де жили німецькі колоністи. У Турці є середня школа, клуб, бібліотека.
У селі є пам'ятний хрест борцям за волю України, братська могила, де поховані 22 солдати, які загинули при визволенні села під час Другої світової війни, пам'ятник односельцям, загиблим у роки Другої світової війни, пам'ятний хрест на честь скасування панщини.
В селі збереглися стародавні кургани.

## Історія села
Перша писемна згадка про Турку в документі 1400 року. Згадується 4 травня 1472 року в книгах галицького суду. Під час національно-визвольної війни українського народу, 4 травня 1649 року, мешканці села виступили проти місцевого пана.
У Турці за радянського часу було засновано колгосп імені С. Мельничука. Зараз це ПП «Степан Мельничук», яке очолює Мирослав Червінський. Господарство складається з декількох підрозділів та цехів: консервний, ковбасний, швейний, столярний цехи, пекарня, цегельний і льонопереробний заводи, пилорама, звіроферма. На даний час жодний з цехів не працює, а всі приміщення, які збереглися, зараз в дуже ганебному стані.
У 1992 році архітектура громадсько-торговельного центру села була відзначена Державною премією України.
Село, одне з п'яти на всю Україну, увійшло до галузевої програми соціально-економічного розвитку (модельний проєкт «Нова сільська громада»), запропонованої Міністерством аграрної політики України.
14 вересня 2016 року в рамках проведення реформи децентралізації в Україні сільська рада була приєднана до П'ядицької ОТГ
Перші вибори відбулися 18.12.2016 року 

## Світлини

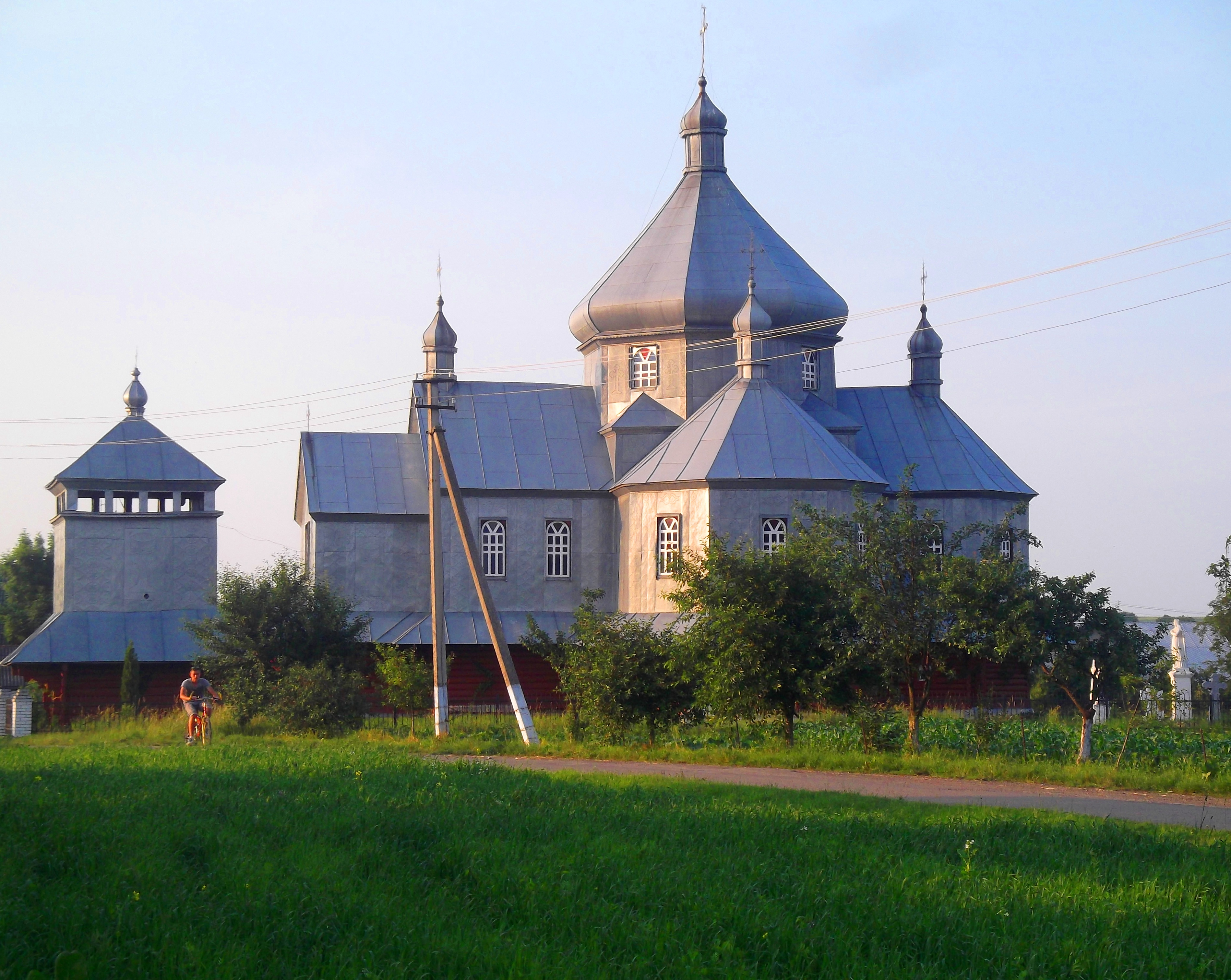
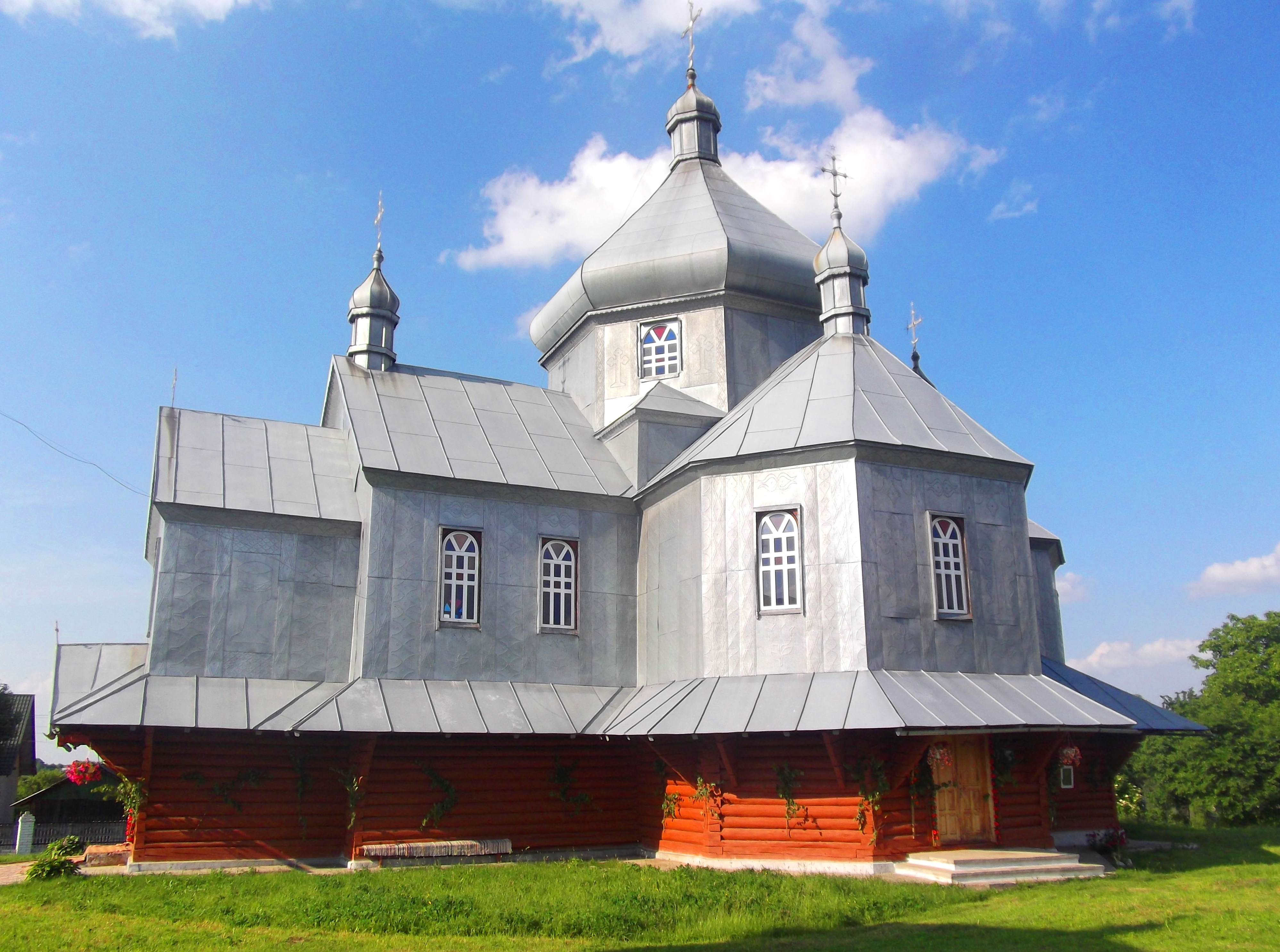
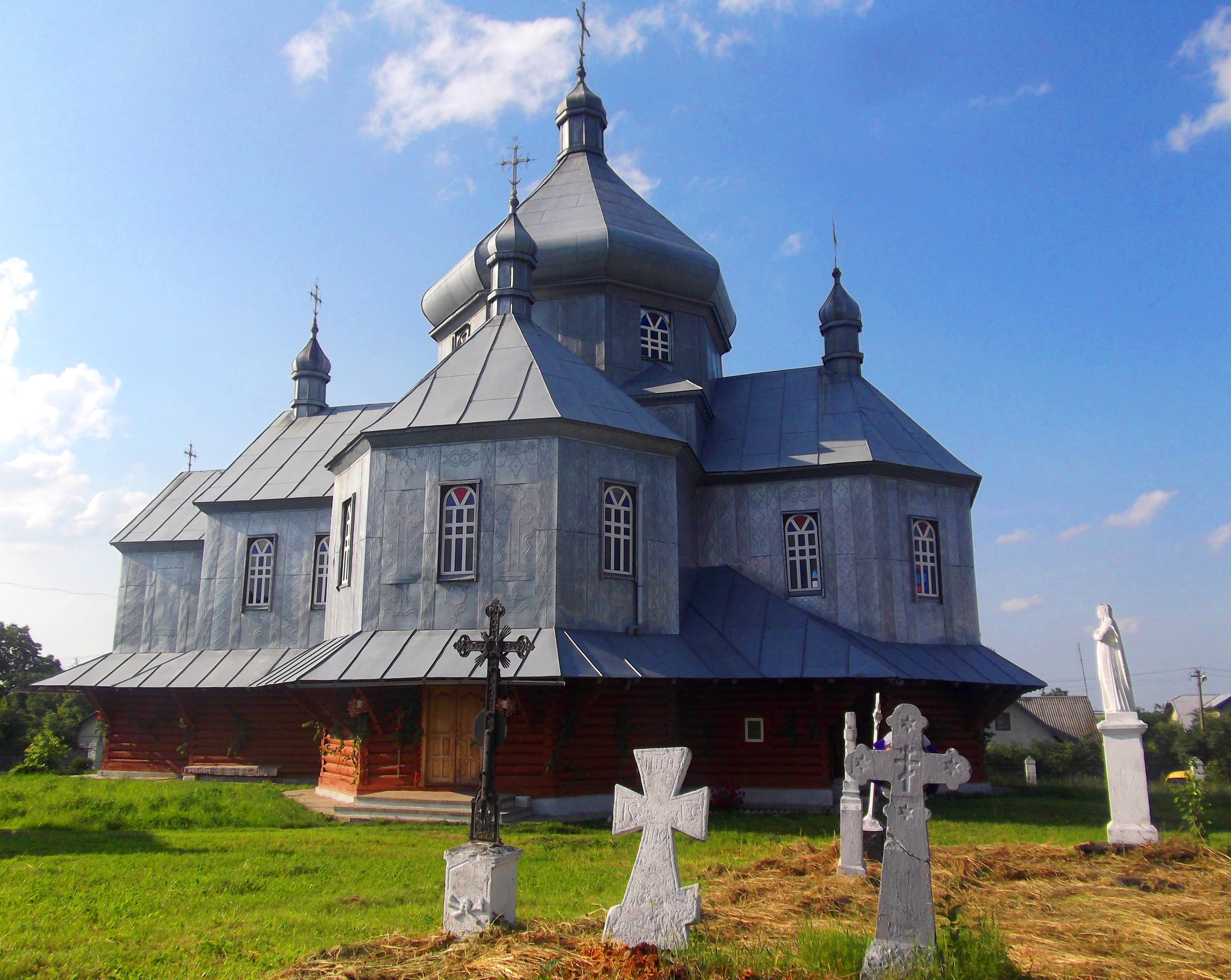
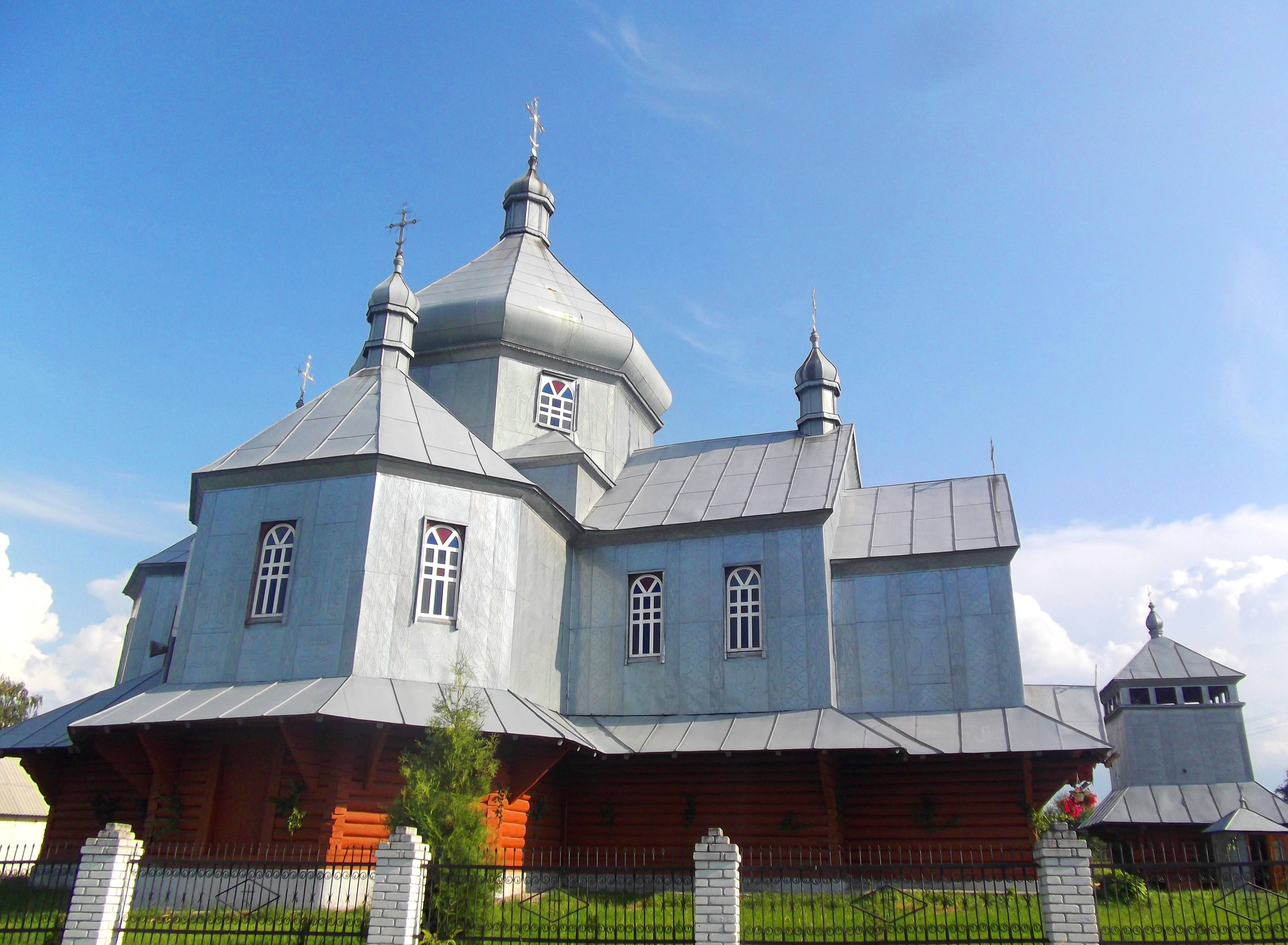

## Церква
Храм Святого Духа — пам'ятка архітектури № 840, споруджена в 1927 р. Настоятель — митр. прот. Андрій Григорчук. У липні 2016 р. перейшла з-під юрисдикції УАПЦ в УПЦ КП.

## Відомі люди
- Ганна Голик — українська артистка.
- Мирослав Голик — професор Львівського сільськогосподарського інституту.
- Микола Пантелюк — генерал Українського козацтва.
- Козарук Петро Михайлович (24.05.1977 — 26.03.2017) — старший сержант, командир гарматного розрахунку 72 Гвардійської ОМБР, загинув під Авдіївкою в російсько-українській війні[8].
- Соповський Дмитро Петрович — головний зоотехнік підприємства «Степан Мельничук», заслужений працівник сільського господарства України[9].
- Михайло Соповський — колишній заступник Міністра охорони здоров'я Росії.